# Лаврушко Михайло Леонідович
Михайло Леонідович Лавру́шко (нар. 1 січня 1945, Сталіно) — український композитор і педагог; член Спілки композиторів України з 1975 року.

## Біографія
Народився 1 січня 1945 року у місті Сталіному (тепер Донецьк, Україна). Впродовж 1961—1968 років працював концертмейстером і очолював самодіяльні колективи в Каменську-Шахтинському і в Донецьку. У 1968—1969 роках — викладач музичної школи у місті Селидовому. 1974 року закінчив Одеську консерваторію (клас Ігоря Асєєва).
Після здобуття музичної освіти працював викладачем Донецького музичного училища, одночасно у 1975–1977 роках — Донецького музично-педагогічного інституту. Впродовж 1989—2003 та з 2005 року — на творчій роботі. З 2003 року очолював музичну частину Донецького лялькового театру.

## Твори
- струнний квартет (1973);
- хорова симфонія «Червоний колір» (1974);
- соната для скрипки та фортепіано (1976);
- для хору а капела — «Адреса війни» (2010, вірші Л. Горового);
- романси;

концерти
- для скрипки з оркестром (1974);
- для фортепіано з оркестром (1982);

дитячі вокальні цикли
- «Сонце-сонечко» (1975, вірші В. Орлова та О. Тетівкіна);
- «Добре дерево» (1988, вірші В. Орлова);

пісні
- «Балада про Тетяну» (1976, вірші О. Головка);
- «Ноктюрн» (1976, вірші Г. Фролова);
- «Вище покликання природи» (2002, вірші А. Навроцького);

музика до дитячих вистав у Донецькому театрі ляльок
- «Алі-Баба і розбійники» (1985);
- «Попелюшка» (1988);
- «Гусеня» (1988);
- «Манук — відважне серце» (1989);
- «Царівна-жаба» (1990);
- «Зачаклована фея» (2004).